# Stigmatopteris hemiptera
Stigmatopteris hemiptera là một loài thực vật có mạch trong họ Dryopteridaceae. Loài này được (Maxon) C. Chr. miêu tả khoa học đầu tiên năm 1934.